# John Mellencamp
John Mellencamp (ur. 7 października 1951 w Seymour) – amerykański wokalista, gitarzysta i autor piosenek pochodzenia niemieckiego, szkockiego, irlandzkiego i francuskiego. Występował także jako John Cougar, Johnny Cougar, John Cougar Mellencamp. W 2008 wprowadzony do Rock and Roll Hall of Fame.

## Biografia
W ciągu swojej kariery, która rozpoczęła się w 1970, sprzedał w sumie 40 milionów egzemplarzy swoich płyt i umieścił 22 utwory na amerykańskiej Top 40. Początkowo występował pod pseudonimem Johnny Cougar i John Cougar (1976-1982) oraz John Cougar Mellencamp (1982-1990), a od 1990 występuje pod własnym nazwiskiem. Nominowany trzynastokrotnie do nagrody Grammy, zdobywca jednej statuetki za najlepsze męskie wykonanie utworu „Hurts So Good” w 1983. W swojej twórczości łączy takie style jak rock, folk i country oraz zaangażowane społecznie teksty. Jest porównywany do Bruce`a Springsteena. W 1995 utworzył fundację „Farm Aid”, zbierającą fundusze dla rolników i ich rodzin, którzy stracili ziemię.
Był żonaty z Priscillą Esterline (1970-1981), Victorią Granucci (1981-1989) i Elaine Irwin Mellencamp (od 5 września 1992 do 12 sierpnia 2011). Związany był także z Mariel Hemingway (1991), Meg Ryan (2010-2014) i Christie Brinkley (2015-2016).
W 2017 ponownie związał się z Meg Ryan. Zaręczyli się w listopadzie 2018.

## Dyskografia

### Johnny Cougar
- 1976 Chestnut Street Incident
- 1978 A Biography

### John Cougar
- 1980 Nothin’ Matters and What If It Did
- 1982 American Fool
- 1983 The Kid Inside

### John Cougar Mellencamp
- 1983 Uh-Huh
- 1985 Scarecrow
- 1987 The Lonesome Jubilee
- 1989 Big Daddy

### John Mellencamp
- 1991 Whenever We Wanted
- 1993 Human Wheels
- 1994 Dance Naked
- 1996 Mr. Happy Go Lucky
- 1998 John Mellencamp
- 1999 Rough Harvest
- 2001 Cuttin’ Heads
- 2003 Trouble No More
- 2007 Freedom’s Road
- 2008 Life, Death, Love and Freedom
- 2010 No Better Than This
- 2014 Plain Spoken
- 2017 Sad Clowns & Hillbillies
- 2018 Other People's Stuff
- 2022 Strictly a One-Eyed Jack[8]
- 2023 Orpheus Descending[9]